# Sant Tomàs de Roians
Sant Tomàs de Roians (en francès Saint-Thomas-en-Royans) és un municipi francès situat al departament de la Droma i a la regió d'Alvèrnia-Roine-Alps. L'any 2007 tenia 504 habitants.

## Demografia

### Població
El 2007 la població de fet de Saint-Thomas-en-Royans era de 504 persones. Hi havia 144 famílies de les quals 44 eren unipersonals (28 homes vivint sols i 16 dones vivint soles), 36 parelles sense fills, 56 parelles amb fills i 8 famílies monoparentals amb fills.
La població ha evolucionat segons el següent gràfic:
Habitants censats

### Habitatges
El 2007 hi havia 184 habitatges, 156 eren l'habitatge principal de la família, 16 eren segones residències i 12 estaven desocupats. 173 eren cases i 8 eren apartaments. Dels 156 habitatges principals, 121 estaven ocupats pels seus propietaris, 27 estaven llogats i ocupats pels llogaters i 8 estaven cedits a títol gratuït; 1 tenia una cambra, 2 en tenien dues, 22 en tenien tres, 36 en tenien quatre i 95 en tenien cinc o més. 121 habitatges disposaven pel capbaix d'una plaça de pàrquing. A 67 habitatges hi havia un automòbil i a 78 n'hi havia dos o més.

### Piràmide de població
La piràmide de població per edats i sexe el 2009 era:
| Homes | Edats   | Dones |
| ----- | ------- | ----- |
| 0     | 95 o +  | 4     |
| 0     | 90 a 94 | 0     |
| 4     | 85 a 89 | 4     |
| 0     | 80 a 84 | 4     |
| 8     | 75 a 79 | 0     |
| 12    | 70 a 74 | 8     |
| 8     | 65 a 69 | 20    |
| 4     | 60 a 64 | 12    |
| 4     | 55 a 59 | 4     |
| 16    | 50 a 54 | 20    |
| 8     | 45 a 49 | 4     |
| 32    | 40 a 44 | 8     |
| 28    | 35 a 39 | 40    |
| 32    | 30 a 34 | 24    |
| 16    | 25 a 29 | 8     |
| 16    | 20 a 24 | 16    |
| 28    | 15 a 19 | 4     |
| 28    | 10 a 14 | 8     |
| 20    | 5 a 9   | 20    |
| 4     | 0 a 4   | 8     |

## Economia
El 2007 la població en edat de treballar era de 358 persones, 197 eren actives i 161 eren inactives. De les 197 persones actives 184 estaven ocupades (102 homes i 82 dones) i 13 estaven aturades (5 homes i 8 dones). De les 161 persones inactives 16 estaven jubilades, 22 estaven estudiant i 123 estaven classificades com a «altres inactius».

### Ingressos
El 2009 a Saint-Thomas-en-Royans hi havia 157 unitats fiscals que integraven 418,5 persones, la mediana anual d'ingressos fiscals per persona era de 17.326 €.

### Activitats econòmiques
Dels 30 establiments que hi havia el 2007, 1 era d'una empresa extractiva, 1 d'una empresa alimentària, 4 d'empreses de fabricació d'altres productes industrials, 9 d'empreses de construcció, 1 d'una empresa de comerç i reparació d'automòbils, 1 d'una empresa de transport, 5 d'empreses d'hostatgeria i restauració, 1 d'una empresa financera, 5 d'empreses de serveis i 2 d'entitats de l'administració pública.
Dels 9 establiments de servei als particulars que hi havia el 2009, 4 eren paletes, 1 fusteria, 1 lampisteria i 3 restaurants.
L'únic establiment comercial que hi havia el 2009 era una fleca.
L'any 2000 a Saint-Thomas-en-Royans hi havia 15 explotacions agrícoles que ocupaven un total de 243 hectàrees.

## Equipaments sanitaris i escolars
El 2009 hi havia una escola elemental.

## Poblacions més properes
El següent diagrama mostra les poblacions més properes.